# 李昆澤
李昆澤（1964年4月29日—），中華民國政治人物，民主進步黨籍，現任立法委員、民進黨中央常務執行委員。獲得二十三次公民監督國會聯盟評鑑優秀立委，2005年獲選國立中山大學傑出校友。

## 經歷
- 2004年12月11日之區域立法委員選舉中，當選為第六屆立委。
- 2008年1月12日因泛綠分裂而敗給代表中國國民黨參選的時任不分區立委侯彩鳳。
- 2011年因高雄市第四選舉區立委陳啟昱被高雄市市長陳菊延攬為副市長，原表態參選選舉區空缺，因還有前立委林岱樺表態，最後退讓支持林。[2]
- 2012年1月14日代表民進黨參選高雄市第六選舉區（三民東區）立委，並以總票數8萬1477票擊敗尋求連任的立委侯彩鳳。
- 2016年1月16日以總票數8萬3986票擊敗現任議員黃柏霖。
- 2020年1月11日因選舉區重劃，參選高雄市第五選舉區立委，並再度擊敗黃柏霖。
- 2024年1月13日，三度擊敗黃柏霖而當選。

## 選舉紀錄
| 年度 | 選舉屆數               | 選舉區                          | 所屬政黨   | 得票數  | 得票率 | 當選標記   | 備註 |
| ---- | ---------------------- | ------------------------------- | ---------- | ------- | ------ | ---------- | ---- |
| 1996 | 第三屆國民大會代表選舉 | 高雄市第一選舉區                | 民主進步黨 | 41,501  | 10.72% |            |      |
| 2002 | 第六屆高雄市議員選舉   | 高雄市第三選舉區                | 民主進步黨 | 13,368  | 7.55%  |            |      |
| 2004 | 第六屆立法委員選舉     | 高雄市第一選舉區                | 民主進步黨 | 55,126  | 15.16% |            |      |
| 2008 | 第七屆立法委員選舉     | 高雄市第三選舉區                | 民主進步黨 | 49,392  | 42.71% |            |      |
| 2012 | 第八屆立法委員選舉     | 高雄市第六選舉區 （2010－2016） | 民主進步黨 | 81,477  | 52.80% |            |      |
| 2016 | 第九屆立法委員選舉     | 高雄市第六選舉區 （2010－2016） | 民主進步黨 | 83,986  | 58.94% |            |      |
| 2020 | 第十屆立法委員選舉     | 高雄市第五選舉區                | 民主進步黨 | 123,239 | 52.27% | 選舉區重劃 |      |
| 2024 | 第十一屆立法委員選舉   | 高雄市第五選舉區                | 民主進步黨 | 108,735 | 50.57% |            |      |

## 外部連結
- 立法院 （页面存档备份，存于）
- 線上大國民 Mighty People Online - 立法委員資料 – 李昆澤
- 怕陳菊丟臉 外甥立委李昆澤不叫她阿姨 （页面存档备份，存于）
- 綠營高市立委補選徵召 李昆澤退讓林岱樺 （页面存档备份，存于）